# Freya Monje Sturmfels
Freya Monje Sturmfels (* 1896; † 2. Juni 1981), geb. Freya Sturmfels, war eine deutsche Theaterschauspielerin und Vortragskünstlerin.
Sturmfels hatte ihre ersten Auftritte 1917 als Schauspielerin bei einer Fronttournee des Hoftheaters Stuttgart. Danach spielte sie mehr als 20 Jahre an diversen deutschen Theatern die großen klassischen Frauengestalten, wobei Minna von Barnhelm und Maria Stuart ihre Lieblingsrollen waren.
Nachdem sie den Arzt Robert Monje geheiratet hatte, gab sie den Schauspielberuf auf, blieb aber als Vortragskünstlerin der Literatur und ihrer Vermittlung verbunden. 
1939 wurde Sturmfels zu den großen Schillerfestspielen in Weimar eingeladen, um die „Aeneis“ von Vergil in der schillerschen Nachdichtung zu sprechen. Dies wurde zu ihrem Durchbruch als Rezitatorin.
In der Folge erarbeitete sie viele Programme mit sorgfältigen Auswahlen lyrischer und epischer Dichtung aus allen Zeiten, z. B. „Jahreszeiten des Lebens“, „Im Spiegel der Zeit“ oder „Deutsche Frauendichtung“. Über tausend literarische Abende, bei denen Sturmfels meist aus dem Gedächtnis sprach, gestaltete die Vortragskünstlerin, die bis ins hohe Alter in ihrem Beruf aktiv blieb und immer neuen Zuhörern Literatur nahebrachte. 
Auch ihre Vorträge, wie z. B. der anlässlich des hundertsten Geburtstags der Schriftstellerin Agnes Miegel erarbeitete, dessen Mitschnitt posthum als Sprechplatte veröffentlicht wurde, sprach die Sturmfels auch über 80-jährig ohne Manuskript aus dem Gedächtnis.

## Programme (Auswahl)
- Jahreszeiten des Lebens
- Im Spiegel der Zeit
- Dichtungen unseres Jahrhunderts
- Deutsche Frauendichtung
- Leicht bewölkt bis heiter
- Meisterballaden
- Agnes Miegel zum Gedächtnis

## Zitate
- „… unermüdliche Arbeit! Suche nach neuen Themen und dem ihm gemäßen Ausdruck; Verzagen am eigenen Ungenügen; immer neues Hoffen, tiefer in den Dichter, den es zu sprechen gilt, einzudringen; sich wieder neu vor ihm zu bewähren!“
- „Ich oder meine Seele wird dahinfahren woher sie kam, vielleicht zur Musik der Sphären“

| Personendaten    | Personendaten                                         |
| ---------------- | ----------------------------------------------------- |
| NAME             | Monje Sturmfels, Freya                                |
| ALTERNATIVNAMEN  | Sturmfels, Freya (Geburtsname)                        |
| KURZBESCHREIBUNG | deutsche Theaterschauspielerin und Vortragskünstlerin |
| GEBURTSDATUM     | 1896                                                  |
| STERBEDATUM      | 2. Juni 1981                                          |